# وینا سنتر (اوهایو)
وینا سنتر (به انگلیسی: Vienna Center) یک منطقهٔ مسکونی در ایالات متحده آمریکا است که در شهرستان ترامبل، اوهایو واقع شده‌است. وینا سنتر ۱۱٫۰ کیلومتر مربع مساحت و ۹۹۴ نفر جمعیت دارد.